# I versi satanici
I versi satanici (nell'originale inglese, The Satanic Verses) è un romanzo scritto da Salman Rushdie.
Pubblicato per la prima volta nel 1988, il romanzo è ispirato alla vita del profeta islamico Maometto. Come nei suoi libri precedenti, Rushdie ha utilizzato il realismo magico e ha fatto riferimento a eventi contemporanei per creare i suoi personaggi.
Il titolo si richiama ai versetti satanici, un gruppo di versi del Corano che menziona le tre divinità pagane della Mecca (Allāt, Al-Uzza e Manāt), basandosi sui resoconti storici di al-Waqidi e al-Tabari.

## Trama

### Vicenda primaria
Il romanzo, che presenta un continuo alternarsi di punti di vista, segue principalmente le vicende di Gibreel Farishta e Saladin Chamcha, due attori indiani, il primo un divo di Bollywood, il secondo un caratterista del piccolo schermo che lavora nel Regno Unito. Entrambi, prima dell'inizio della narrazione, hanno sperimentato un periodo di crisi nelle proprie vite: Gibreel è reduce da una debilitante malattia e dalla tormentata relazione con Rekha Merchant, che si è suicidata coi figli non appena l'attore l'ha abbandonata; Saladin ha invece litigato furiosamente col padre Changez e con la sua amata Zeeny Vakil, coi quali ha troncato tutti i rapporti.
Casualmente Gibreel e Saladin si imbarcano sullo stesso volo, che viene sequestrato da un commando di terroristi sikh. Dopo un lungo stallo, i terroristi fanno esplodere l'aereo in volo, e gli unici a salvarsi dalla catastrofe sono proprio i due attori, che si spiaggiano sulle coste inglesi. Entrambi tuttavia paiono aver subito una metamorfosi: Gibreel presenta un'aureola sul capo, venendo quindi accostato all'arcangelo Gabriele, mentre Saladin ha acquisito corna e zoccoli caprini, parendo quindi l'incarnazione di Satana.
Nelle loro nuove forme i due sperimentano varie disavventure. Gibreel, convintosi di essere davvero l'arcangelo Gabriele, tenta invano di redimere la città di Londra, finendo per ritrovare la sua vecchia amante, l'alpinista Allie Cone, che lo ospita con sé. Saladin, scambiato per un clandestino e arrestato dalla polizia, fugge da un centro di detenzione e, dopo essere stato cacciato di casa dalla moglie inorridita, finisce ospite dello Shaandaar Café, un ristorante indiano. Nel mentre delle loro vicende, Londra è agitata dalla violenza sociopolitica e dagli scontri tra la polizia e le minoranze straniere, soprattutto quella indiana e quella nera, che causano un clima di costante nervosismo e tensione e porteranno alla morte di molti dei personaggi che circondano i due attori.
Mentre Gibreel rimane ospite di Allie e comincia a soffrire della sindrome di Otello, divenendo estremamente possessivo nei confronti dell'amante, Saladin continua la sua trasformazione in demone, roso dall'odio verso Farishta, che ritiene l'abbia tradito. Infine tuttavia entrambi paiono tornare alle proprie vite: vari produttori offrono a Gibreel di riprendere la sua carriera cinematografica, mentre Saladin torna umano grazie alla forza del proprio rancore contro Farishta. Saladin, deciso a vendicarsi, prima si finge nuovamente amico di Gibreel, e poi comincia a perseguitare telefonicamente lui e Allie, facendo in modo di esacerbare la gelosia di Farishta, che comincia a mostrare segni di schizofrenia.
Mentre la carriera di Gibreel è definitivamente rovinata per i suoi sempre più frequenti fiaschi al botteghino, episodi psicotici e periodi di ricovero, Saladin si riappacifica col padre morente e torna ad abitare in India, cercando di rifarsi una nuova vita. Tuttavia Gibreel, definitivamente impazzito, finisce con l'uccidere Allie e il suo produttore, rifugiandosi dopo una breve fuga a casa di Saladin, davanti al quale si suicida.

### Vicende secondarie
Parallelamente ai protagonisti, la narrazione segue anche varie sottotrame secondarie, presentate come visioni o sogni avuti da Gibreel Farishta nei panni dell'arcangelo Gabriele.

#### Mahound
Mahound (ovvero Maometto) è un uomo d'affari di Jahilia, città dell'Arabia del VII secolo, che afferma di poter parlare con l'arcangelo Gabriele, il quale gli avrebbe affidato una nuova rivelazione divina sotto forma di versetti. Mahound e i suoi pochi seguaci sono avversati dall'oligarchia mercantile della città, in particolare dal potente Abu Simbel, da sua moglie Hind e dal famoso poeta satirico Baal. In un tentativo di riconciliazione, Mahound pronuncia i versetti satanici (che danno il titolo al libro), che tuttavia causano tumulti in città e lo portano a ritrattarli subito dopo, decidendo infine di fuggire da Jahilia per ritirarsi nella più accogliente Yathrib.
Dopo molti anni di conflitto tra la Jahilia dei mercanti e la Yathrib convertitasi al nuovo credo di Mahound, la vittoria dei ribelli appare ormai certa. Baal, ormai anziano e malmesso, viene raggiunto da Salman, compagno della prima ora di Mahound che tuttavia l'ha tradito, che lo avverte di fuggire dato il prossimo arrivo del profeta in città. Poco dopo Jahilia cade senza combattere, e il vittorioso Mahound perdona tutti gli antichi nemici in cambio della loro sottomissione alla nuova religione. Solo Baal, nascondendosi in una casa di tolleranza, rimane nemico del profeta, andando infine incontro alla propria morte poco prima che Mahound stesso si ammali e muoia, apparentemente maledetto dalla rancorosa Hind, che non gli si era mai realmente sottomessa.

#### Ayesha
Ayesha è una ragazza orfana del villaggio indiano di Titlipur, che annuncia di aver parlato con l'arcangelo Gabriele, che le avrebbe comandato di compiere l'hajj verso La Mecca assieme al resto degli abitanti affinché possano ottenere la redenzione. Al fascino di Ayesha resiste solo lo scettico Mirza Saeed, che cerca invano di convincere i compaesani della follia dell'impresa, dato che la profetessa pretende che il pellegrinaggio si compia a piedi e che il mar Arabico si aprirà al loro passaggio per permetter loro di proseguire.
Dopo molte peripezie, giunti presso il mare quasi tutti i pellegrini seguono Ayesha tuffandosi tra le onde e scomparendo negli abissi. Solo Mirza Saeed e un gruppetto di dubbiosi si salvano, avendo però una visione che pare confermare la sopravvivenza del resto dei pellegrini e l'effettiva apertura del mar Arabico. Solo Mirza Saeed non riceve la visione, e comincia a pentirsi del suo scetticismo; tornato in un'ormai deserta Titlipur, si lascia morire di inedia e si converte in punto di morte.

## Lafatwācontro Rushdie
Il libro contiene una rivisitazione romanzata in chiave onirica dell'episodio dell'ispirazione di Maometto, che valse all'autore una fatwā dell'Ayatollah iraniano Khomeyni, che ne decretò la condanna a morte per bestemmia. Dal 14 febbraio 1989 le continue minacce di morte contro Rushdie costrinsero il Governo Britannico ad assegnare una protezione della polizia allo scrittore, che inoltre dovette vivere in posti nascosti spostandosi continuamente.
Anche chi ebbe a che fare con quest'opera di Rushdie ne subì conseguenze. Il 3 luglio 1991 venne pugnalato nella sua abitazione milanese Ettore Capriolo, traduttore del libro in italiano, che non morì. Una sorte peggiore toccò al traduttore giapponese, Hitoshi Igarashi, che venne ucciso a Tokyo il 12 luglio dello stesso anno. Mentre l'editore norvegese William Nygaard fu ferito a colpi d'arma da fuoco nell'ottobre del 1993.
33 anni dopo la fatwa, lo stesso autore ha subito un attentato il 12 agosto 2022: poco dopo esser salito sul palco del Chautauqua Institution, a sud-ovest nello stato di New York, per tenere una conferenza, Rushdie è stato ripetutamente accoltellato - al collo, ad un occhio, al braccio, all'addome e al fegato - da un giovane ammiratore dell'Iran dei Pasdaran e dei loro alleati Hezbollah. Alcuni siti iraniani e pro-Hezbollah hanno plaudito all'attentato. Rushdie ha subìto un'operazione per le gravi lesioni riportate: ha perso comunque l’occhio destro e l'uso della mano sinistra, a causa del danno ai nervi.

## Edizioni
- Salman Rushdie, I versi satanici, traduzione di Ettore Capriolo, Arnoldo Mondadori Editore, 1994,  p. 588, ISBN 978-88-04-39147-0.

## Libri
- Denti bianchi (White teeth) di Zadie Smith - C'è un riferimento a "I versi satanici" nel cap. 9 - Ammutinamento! - 14 gennaio 1989